# Cassia sieberiana
Cassia sieberiana är en ärtväxtart som beskrevs av Dc. Cassia sieberiana ingår i släktet Cassia och familjen ärtväxter. Inga underarter finns listade i Catalogue of Life.

## Bildgalleri

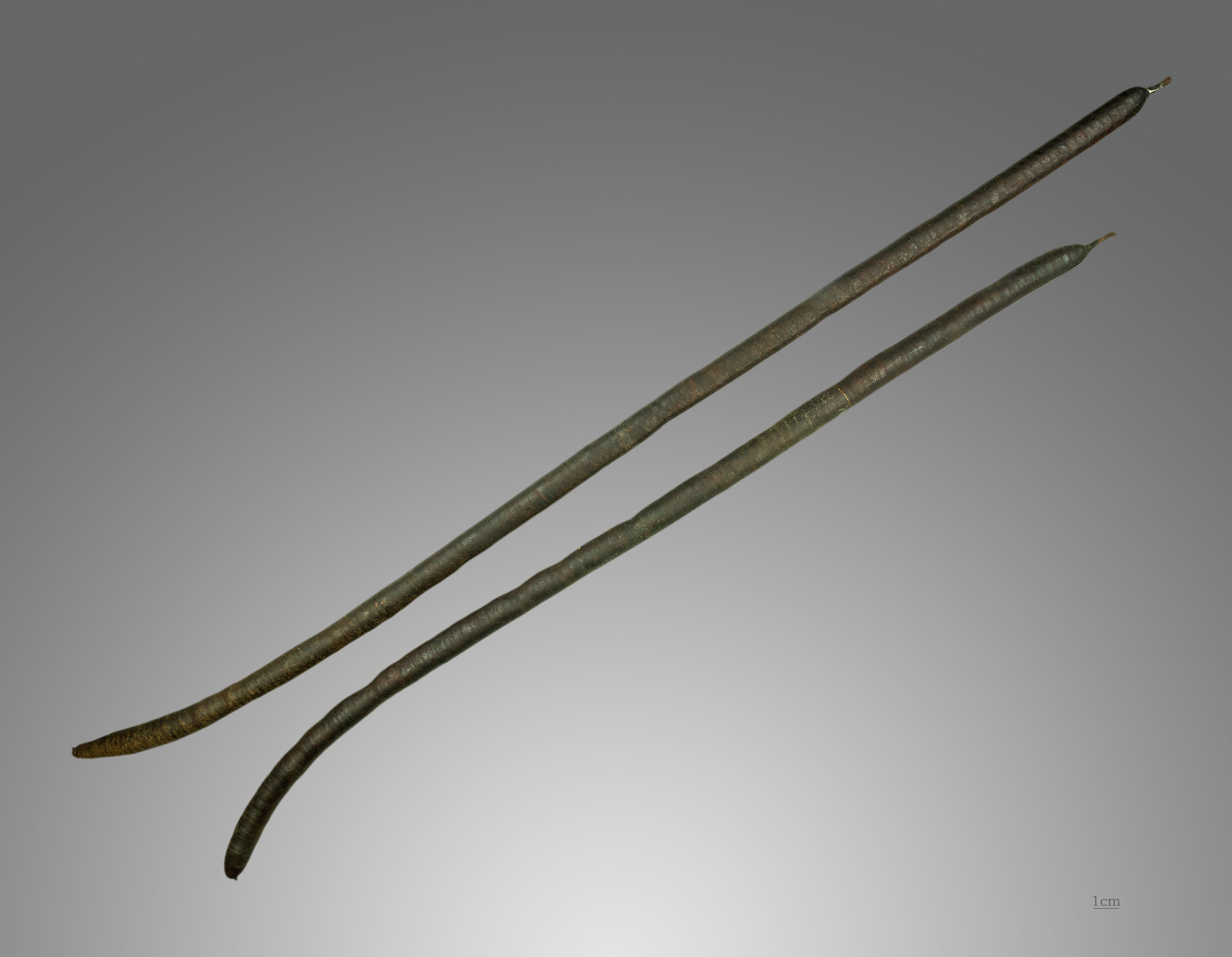